# Москва — Пєтушки
«Москва-Пєтушки» — псевдоавтобіографічна постмодерністська поема в прозі письменника Венедикта Васильовича Єрофеєва.

## Історія
Автор поеми «Москва-Пєтушки» Венедикт Єрофеєв сам дуже багато пив. Як наслідок, Єрофеєв жив у злиднях. Сучасники, добрі знайомі письменника, запевняють, що це не було наслідком слабкості чи хворобливого алкоголізму. Психіатр за освітою Андрій Більжо, що працював у психлікарнях, розповів в одному інтерв'ю: «Венедикт Єрофєєв лежав у нас багато разів і в Кащенко і потім, коли ми переїхали на Каширку. Дивно, що при його махровому алкоголізмі, описаному в „Москва — Пєтушкі“, при безлічі „білих гарячок“, з якими він надходив, в ньому зовсім не було алкогольної деградації особистості. У цьому сенсі він був унікальний пацієнт, що гідний опису в фахових психіатричних працях на тему алкоголізму.  Він абсолютно випадав з типового перебігу хвороби. Поза запоями це була абсолютно рафінована інтелігентна людина». Його пияцтво було свідомо обраним шляхом життя — протестом проти тогочасного суспільного ладу. Герой твору інтелігент-алкоголік постає перед читачами як трагічний символ епохи, країни, що не давала можливості розвинутися творчим людям.
Поема писалася в 1969-1970-х роках. У Радянському Союзі тривалий час не видавалася і поширювалася шляхом самвидаву. Вперше була надрукована 1973 року в Ізраїлі. В СРСР офіційно була вперше опублікована лише в кінці 1980-х в дуже урізаному вигляді в журналі «Тверезість і культура».

## Сюжет
Герой твору, Веня Єрофеєв, має співзвучне ім'я та прізвище з автором. Він їде в електричці з Москви в Петушки до коханки і дитини. У дорозі він багато п'є, розмовляє з іншими алкоголіками на різні філософські теми і розмірковує. Періодично він бачить галюцинації.
Пєтушкі в його монологах уявляється якийсь райський утопічне місце. Йому не терпиться туди потрапити:
«Пєтушки - це місце, де не замовкають птиці ні вдень ні вночі, де ні взимку, ні влітку не відцвітає жасмин. Первородний гріх - може, він і був - там нікого не обтяжує. Там навіть у тих, хто не просихає тижнями, погляд бездонний і ясний... »
Раптом Веничка виявляє, що їде не з Москви в Петушки, а з Петушків в Москву: поки він був п'яний, поїзд розвернувся і поїхав назад.
Коли Веня повертається в Москву, за ним кидаються в погоню четверо невідомих. Вони наздоганяють його і заколюють шилом. Поема закінчується такими словами:
«З тих пір я не приходив до тями, і ніколи не прийду.»

## Критика
Форма подорожі у Єрофеєва викликає спогад про «Подорож із Петербурга у Москву» О. Радищева. Обидва твори — антиімперські.
У поемі «Москва-Пєтушки» для філологів закладений невичерпний матеріал для аналізу. Тут і паралелі з біблійним сюжетом, і відсилання до класичної літератури, і мотиви карнавальної культури Середньовіччя і Ренесансу.
Мова твору має різні рівні: офіційна, сленг, культурна. Герой переходить з однієї мови на іншу залежно від стану сп'яніння.

## Вплив на українську літературу
Твір справив вплив на «Московіаду» Андруховича, оскільки Андрухович перебував у Москві, якраз тоді, коли друкувався роман Єрофеєва. Деякі науковці називають «Московіаду» своєрідним «романом-палімпсестом», написаним поверх безсмертного тексту Єрофеєва", або ж констатували навіть текстуальні тотожності між цими творами.

## Вшанування
Пам'ятник «Москва-Петушки» встановлено в сквері на площі Боротьби в Москві в 2007 році. Скульптура зображає головного героя поеми, що стоїть на стилізованій зупинці в Москві і чекає електричку в Пєтушки, куди він їде до своєї коханої. Це образ п'яного чоловіка, що однією рукою тримається за табличку з назвою зупинки, а другою рукою притискає до себе валізку з гостинцями. На гранітному постаменті напис: «Не можна довіряти думці людини, яка ще не встигла похмелитися».
Складовою частиною пам'ятника є і фігура коханої Венечки — дівчини, що стоїть з іншого боку площі. На гранітному постаменті напис: «В Пєтушках жасмин не відцвітає, і пташиний спів не замовкає!». Спочатку ця частина пам'ятника перебувала в Пєтушках, а пізніше була перенесена в Москву.
Про твір знято документальний фільм Павла Павліковського «Москва — Пєтушки» (1989—1991).
Сергій Шнуров озвучив книгу «Москва — Пєтушки».